# Município Caombo
Município Caombo är en kommun i Angola.   Den ligger i provinsen Malanje, i den norra delen av landet, 400 km öster om huvudstaden Luanda.
I omgivningarna runt Município Caombo växer huvudsakligen savannskog. Runt Município Caombo är det glesbefolkat, med 15 invånare per kvadratkilometer.